# لایف ایز استرنج (سری)
لایف ایز استرنج (انگلیسی: Life Is Strange) مجموعه‌ای از بازی ویدیویی ماجراجویی است که توسط اسکوئر انیکس منتشر شده است. این مجموعه که توسط دونت‌ناد انترتینمنت ساخته شده است، با اولین قسمت خود که مشهور شد آغاز به کار کرد که در سال ۲۰۱۵ به صورت اپیزودی در پنج قسمت منتشر شد. پس از آن لایف ایز استرنج ۲ توسط دک ناین ساخته شد و در سه قسمت در سال ۲۰۱۷ منتشر شد. نسخهٔ بعدی لایف ایز استرنج: پیش از طوفان به عنوان اتفاقات قبل از این بازی در سال ۲۰۱۷ و ۲۰۱۸ منتشر شد. لایف ایز استرنج ۲ و لایف ایز استرنج: رنگ‌های حقیقی دنباله‌های بی ربط به سری‌های قبل به ترتیب در سال ۲۰۱۸ و ۲۰۱۹ و بعدی در ۲۰۲۱ منتشر شدن. ریمستر این بازی یک بار دیگر توسط دونت‌ناد توسعه داده شد و در پنج قسمت بین ۲۰۱۸ و ۲۰۱۹ منتشر شد. چهارمین قسمت تحت عنوان لایف ایز استرنج: نوردهی دوگانه در ۲۹ اکتبر ۲۰۲۴ عرضه شد.